# John M. Nelson
John Mandt Nelson (Burke, 10 de octubre de 1870 - Madison, 29 de enero de 1955) fue un político estadounidense que se desempeñó como miembro de la Cámara de representantes de Estados Unidos por Wisconsin.

## Biografía
Nacido en Burke, Wisconsin, Nelson asistió a las escuelas públicas y se graduó de la Universidad de Wisconsin-Madison en 1892. Fue el superintendente de las escuelas del condado de Dane desde 1892 hasta 1894. Contador en la oficina del secretario de estado 1894–1897. Fue editor de The State, publicado en Madison, Wisconsin en 1897 y 1898. Corresponsal en la tesorería del Estado 1898-1902. Se graduó en el departamento de derecho de la Universidad de Wisconsin-Madison en 1896 y realizó un curso de posgrado desde 1901 hasta 1903.
Nelson fue elegido republicano en el 59.º Congreso para cubrir la vacante causada por la muerte de Henry C. Adams. Reemplazó a Adams como representante del 2.º distrito congresional de Wisconsin y fue reelegido para los siguientes tres congresos en el mismo cargo desde el 4 de septiembre de 1906 hasta el 3 de marzo de 1913. Desde el 63° Congreso, representó al 3.º distrito congresional de Wisconsin y fue reelegido para los siguientes 64 ° y 65 ° Congresos también desde el 4 de marzo de 1913 hasta el 3 de marzo de 1919. El 5 de abril de 1917, votó en contra de declarar la guerra a Alemania. Fue un candidato fracasado durante las elecciones al Congreso de 1918.
Después de faltar un período en el Congreso, Nelson fue elegido una vez más como representante del tercer distrito del Congreso de Wisconsin en el 67.º y en los cinco Congresos siguientes (4 de marzo de 1921 - 3 de marzo de 1933). Se desempeñó como presidente del Comité de Elecciones n.º 2 durante el 68.º Congreso y del Comité de Pensiones Inválidas en 71.er Congreso. Fue un candidato fracasado a la reelección en 1932 para el 73.er Congreso. Se retiró de las actividades comerciales y políticas. Falleció en Madison, Wisconsin el 29 de enero de 1955 tras una larga enfermedad. Fue enterrado en el cementerio de Forest Hill.